# Asparagus horridus
Asparagus horridus là một loài thực vật có hoa trong họ Măng tây. Loài này được L. mô tả khoa học đầu tiên năm 1774.

## Hình ảnh

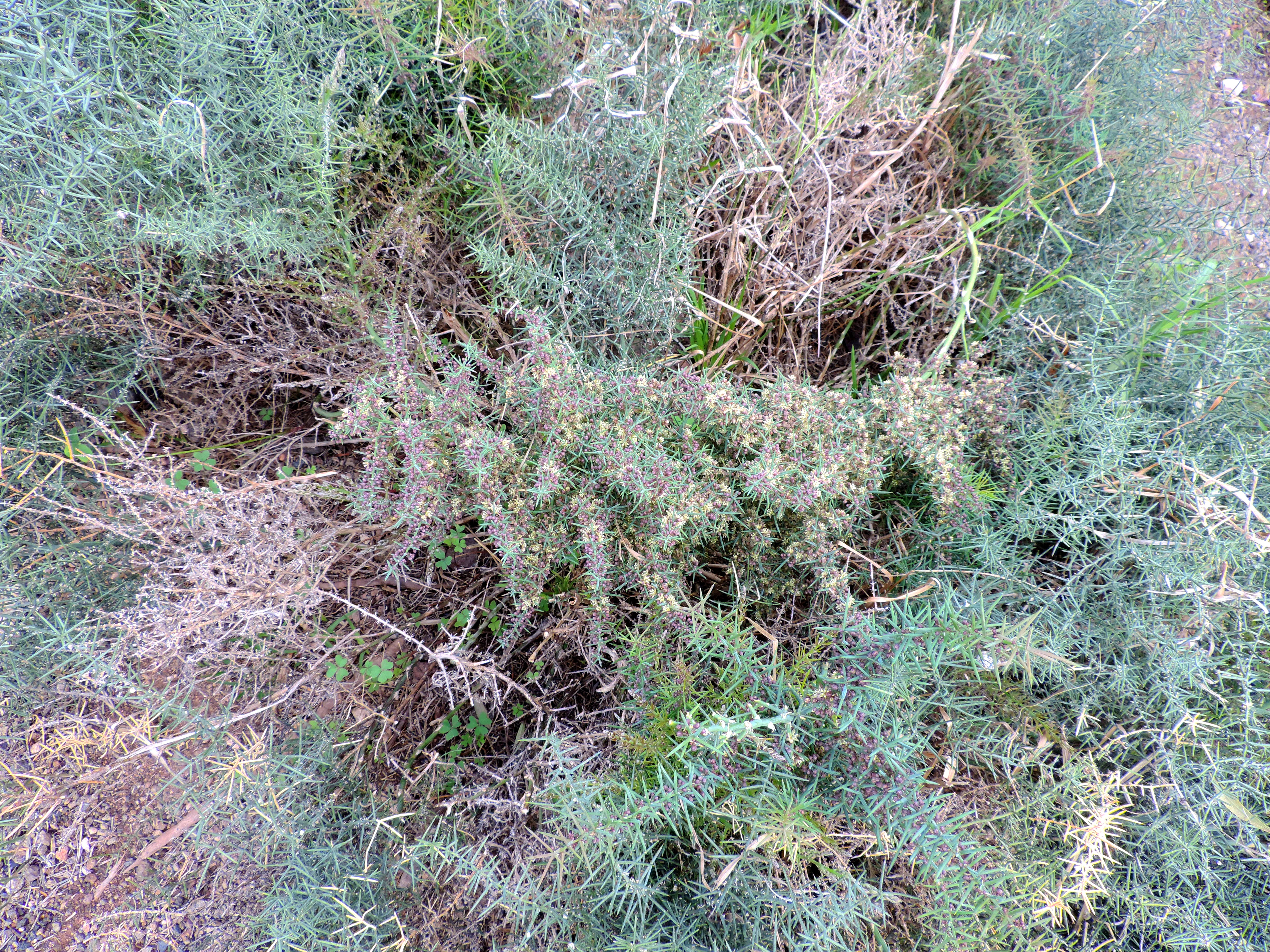
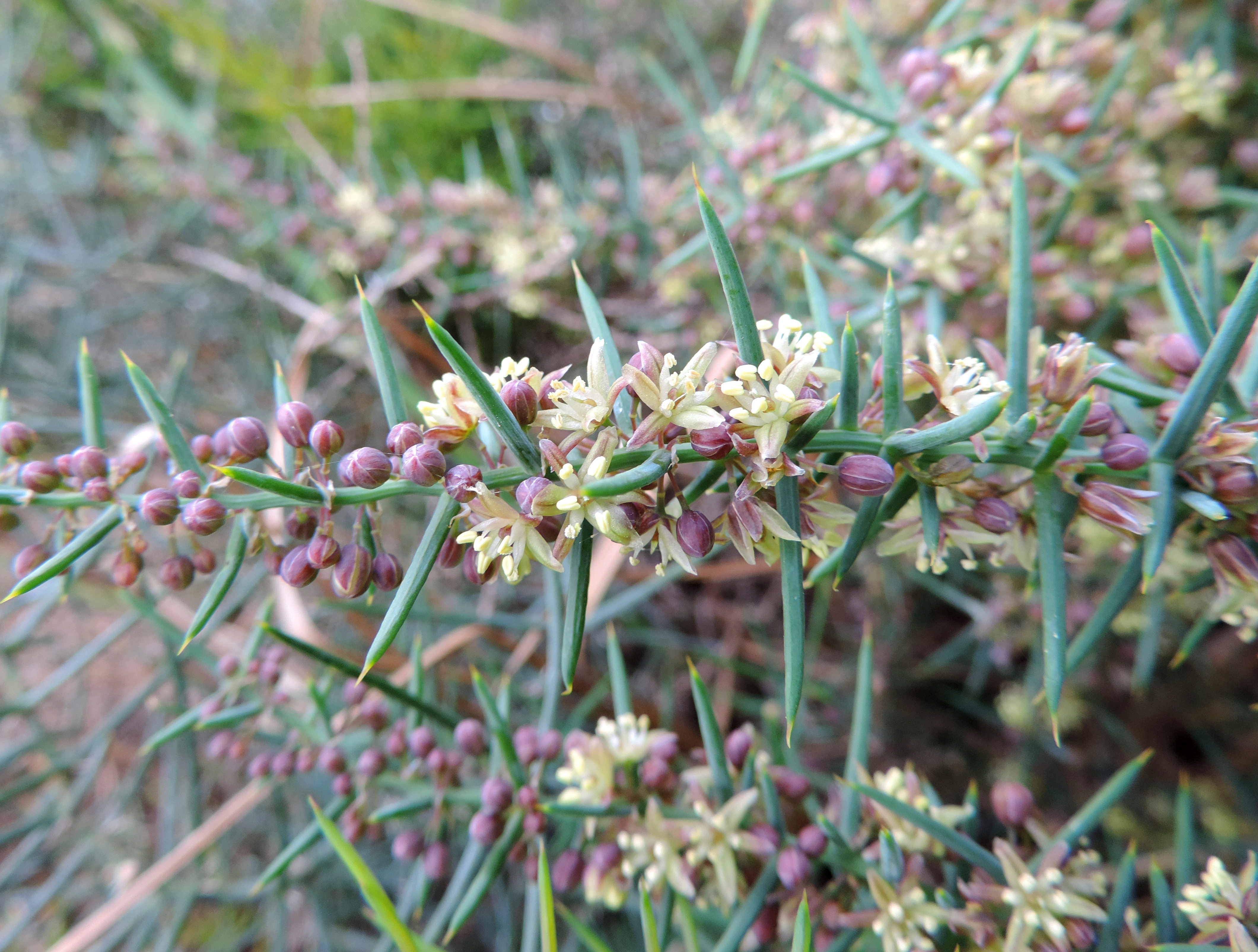